# Saint-Martin-Boulogne
Saint-Martin-Boulogne – miejscowość i gmina we Francji, w regionie Hauts-de-France, w departamencie Pas-de-Calais.
Według danych na rok 1990 gminę zamieszkiwały 11 054 osoby, a gęstość zaludnienia wynosiła 841 osób/km² (wśród 1549 gmin regionu Nord-Pas-de-Calais Saint-Martin-Boulogne plasuje się na 71. miejscu pod względem liczby ludności, natomiast pod względem powierzchni na miejscu 172.).